# Ukko
Ukko var en fadersgestalt i finsk mytologi som skapade och återupphöll ordning i världen. Det var bland annat han som sågs som ansvarig för vädret, men även för skörd och naturhändelser. I estnisk mytologi (där i formen Uku) var han den gud som skapat skaparanden Ilmatar. Han beskrivs som en bredaxlad, vithårig man med böljande skägg och ett flammande svärd i handen, andra attribut är yxa, plog, hammare (med namnet Ukonvasara). 

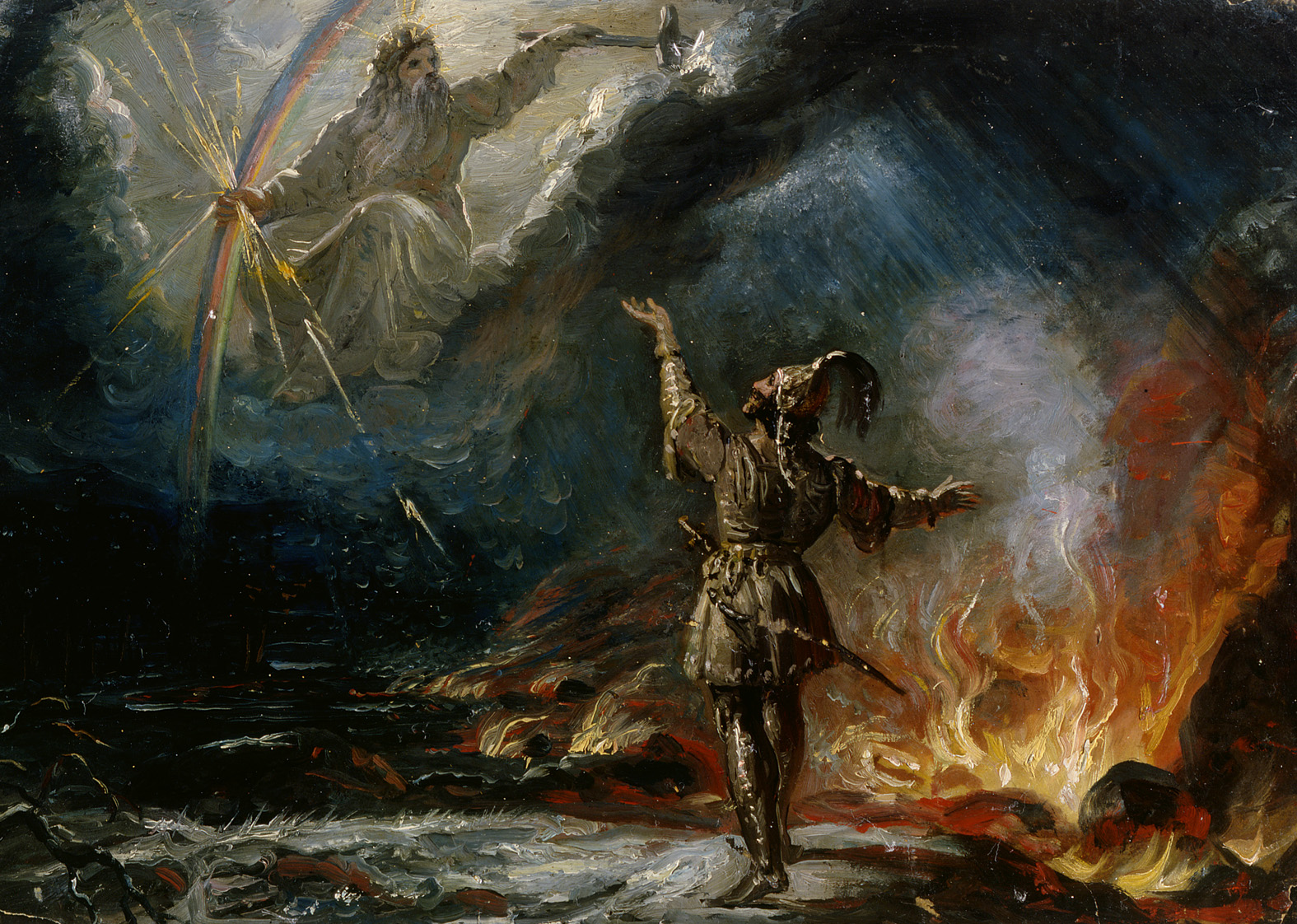
Ukko målat av Robert Wilhelm Ekman.

Så sent som 1600-talet fanns det fortfarande människor som offrade till Ukko. I modern finska betyder ordet ukko helt enkelt gubbe. Ordets divina ursprung kan anas i ordet ukkonen som betyder åskväder. När bål tändes till midsommar, kallas de[källa behövs] Ukko-Kokko.
Ukkos närmaste motsvarighet i den grekiska mytologin är Zeus och i den nordiska Tor. Hans fru heter Rauni men kallas för Akka.
Asteroiden 2020 Ukko är uppkallade efter guden.